# Bitwa pod Sarmin
Bitwa pod Sarmin (albo pierwsza bitwa pod Tall Danis lub krócej bitwa pod Danis) – bitwa pomiędzy siłami antiocheńskimi i edessańskimi a wojskami Turków Seldżuckich, zakończona zwycięstwem chrześcijan. Miała miejsce 14 września 1115 roku, u stóp wzgórza Tall Danis, nieopodal miejscowości Sarmin.

## Ofensywa turecka
Korzystając z niezgody panującej w świecie muzułmańskim łacińscy władcy Antiochii i Edessy rozszerzyli swoje panowanie, podporządkowując sobie większą część Syrii północnej i tym samym stali się tam dominującą siłą. Seldżucki sułtan Mohammad Tapar, zręczny polityk, przywrócił swojemu państwu dawną siłę, zaprowadzając porządek na ziemiach dzisiejszego Iraku i Iranu oraz tłumiąc rebelię Arabów ze wschodniej pustyni w 1108 roku. Podporządkował też sobie kalifa Bagdadu Al-Mustazhira. Zaniepokojony łacińską ekspansją na Bliskim Wschodzie, postanowił wyprzeć chrześcijan z Syrii. Po kilku nieudanych kampaniach przeciwko łacinnikom, doszedł do wniosku, że wpierw musi podporządkować sobie lokalnych władców muzułmańskich, których wzajemne waśnie i niesubordynacja stanowiły dotychczas główne źródło wszystkich jego niepowodzeń. W lutym 1115 roku zapewnił sobie lojalność Mosulu, powierzając jego rządy nominalnie swemu synowi Masudowi, zaś faktycznie sprawującemu nad nim opiekę atabegowi Ak Sunkurowi al-Bursukiemu. Następnie wyprawił na zachód wielką armię pod dowództwem Bursuka Ibn Bursuka, namiestnika Hamadanu, do którego dołączyły wojska Tamiraka, emira Sindżaru oraz Dżujusz Bega, byłego namiestnika Mosulu.
Nie mniej od łacinników zaniepokoili się władcy muzułmańscy w Syrii.  Ilghazi I Artukida, który poczuł się zagrożony, odnowił swój sojusz z Tughtakinem z Damaszku. Wierni sułtanowi pozostali tylko Munkizydzi z Szajzaru oraz emir Himsu Kirchan Ibn Karadża. Napadł on na wracającego z Damaszku Ilghaziego i wypuścił dopiero na skutek nacisków ze strony Tughtakina, nie chcąc popaść w konflikt z Damaszkiem. Artukida powrócił do swoich posiadłości w Mardinie, gdzie zaczął mobilizować wojska. Następnie wraz z oddziałami wymaszerował do Damaszku, połączyć się z wojskami Tughtakina. Tymczasem regent Aleppa eunuch Lulu, który dotychczas starał się zachować neutralność, postanowił dołączyć do opozycji wobec sułtana.
W tym czasie Roger z Antiochii zebrał swoje wojska i zajął pozycję obok Mostu Żelaznego, po drugiej stronie Orontesu. Zapewne rozumiejąc powagę sytuacji, nawiązał kontakt z Tughtakinem i jego sprzymierzeńcami, proponując by zawarli sojusz skierowany przeciwko sułtanowi. Wspólnie ustalili, że ich wojska spotkają się pod murami Apamei, stanowiącej doskonałe miejsce do obserwacji ruchów armii Bursuka w czasie jego przeprawy przez Eufrat i marszu do przyjaznego mu Szajzaru. Łacinnicy stawili się w sile około 2000 rycerzy i piechoty, zaś sprzymierzone z nimi wojska muzułmańskie liczyły 5000 ludzi.
Ibn Bursuk na czele swej wielkiej armii przemaszerował przez Al-Dżazirę, nie napotykając żadnego oporu. Planował założyć swoją bazę wypadową w Aleppo, ale gdy dowiedział się, że Lulu przeszedł na stronę nieprzyjaciół, którym przewodzi Tughtakin, skręcił na południe, aby zaatakować Damaszek. Przy pomocy emira Himsu napadł na Hamę, miasto podlegające Tughtakinowi, i złupił je doszczętnie. Następnie pomaszerował w kierunku należącej do łacinników twierdzy Kafartab. Bursuk prowadził tak silną armię, że wydanie mu bitwy byłoby zbyt ryzykowne, więc sprzymierzeni wodzowie chrześcijańscy i muzułmańscy zwrócili się o pomoc do króla Baldwina I z Jerozolimy i Ponsa z Trypolisu, którzy natychmiast udali się na północ. Król prowadził ze sobą 500 rycerzy i 1000 piechoty, natomiast hrabia – 200 rycerzy i 2000 piechoty. Połączyli się z oddziałami pod Apameą. Ibn Bursuk, który swoją bazę wypadową miał w Szajzarze, przezornie wycofał się do Al-Dżaziry. Jego fortel powiódł się w pełni. Uznawszy, że niebezpieczeństwo minęło, siły zebrane pod Apameą rozeszły się – muzułmanie udali się do swych włości, a Baldwin i Pons powrócili na południe. Wtedy Bursuk zawrócił i zdobył zamek Kafartab. Przestraszony tą nagłą ofensywą, Lulu z Aleppa skierował do niego list, w którym przepraszał za swe wcześniejsze przewinienia i deklarował wierność wobec sułtana. Bursuk wysłał oddziały Dżujusza Bega, aby zajęły dla niego Aleppo.
Roger nie miał czasu, żeby czekać na pomoc muzułmanów i łacinników z Jerozolimy i Trypolisu. Zwrócił się o pomoc do Baldwina z Hrabstwa Edessy, który niezwłocznie przybył, prowadząc oddziały o nieznanej liczebności, najpewniej mniejsze od wojsk antiocheńskich. Armia łacinników wymaszerowała 12 września 1115 roku, zabierając z Antiochii cząstkę Prawdziwego Krzyża i udała się w górę Orontesu, na południe, do Chastel Rouge. W tym samym czasie Bursuk posuwał się na północ, również wzdłuż rzeki, lecz nieco bardziej w głębi lądu. Żadna ze stron nic nie wiedziała o położeniu swojego przeciwnika.

## Przebieg bitwy
Do obozu łacinników w Chastel Rouge powrócił ze zwiadu rycerz imieniem Teodor Berneville, donosząc, że widział wojsko Ibn Bursuka, maszerujące przez las w kierunku wzgórza Tall Danis, w pobliżu miasteczka Sarmin. Rankiem 14 września, wojsko łacińskie pod wodzą Rogera i Baldwina niepostrzeżenie przekradło się przez dzielący je od owego lasu łańcuch wzgórz i zaczaiło się oddziały Bursuka. Jego armia maszerowała bez zachowania środków ostrożności, kolumna zwierząt jucznych szła w ariergardzie, a żołnierze właśnie się zatrzymywali, aby rozbić namioty na południowy postój. Część emirów ze swoimi wojskami udała się po żywność do okolicznych gospodarstw wiejskich, a inni poszli zająć twierdzę Buza'a. Kiedy łacinnicy znienacka uderzyli na niczego niespodziewającego się nieprzyjaciela, Ibn Bursuk nie miał przy sobie swoich najlepszych dowódców.
Nagłe natarcie połączonych hufców antiocheńskich i edessańskich kompletnie zaskoczyło muzułmanów. Łacinnicy wypadli spomiędzy drzew i w mgnieniu oka zaatakowali na wpół gotowy obóz. W wojsku tureckim zapanował zamęt. Ibn Bursuk daremnie usiłował zapobiec rozsypce swoich wojowników, a w pewnej chwili omal sam nie dostał się do niewoli. Wycofał się z kilkuset jeźdźcami na grzbiet Tall Danisu, skąd odpierał kolejne ataki łacinników. Gdy sytuacja stała się beznadziejna, wydostał się z pola bitwy i pogalopował na wschód. Jednak jego oddziały wciąż jeszcze walczyły. Emirowi Sindżaru Tamirakowi wiodło się z początku lepiej, odrzucił bowiem atak prawego skrzydła łacinników. Lecz kiedy przybył Gwidon Fresnel, senior Harencu, ze świeżymi posiłkami, wojownicy sindżarscy znaleźli się w kotle i tylko niektórym jeźdźcom udało się uciec. Z nastaniem nocy, niedobitki armii muzułmańskiej pędziły w nieładzie w kierunku Al-Dżaziry.

## Następstwa bitwy
Zwycięstwo pod Sarmin położyło kres próbom odzyskania Syrii przez sułtanów seldżuckich, a Mohammad Tapar pogodził się z myślą, że Antiochia należy teraz do łacinników. Ibn Bursuk zmarł kilka miesięcy później, skompromitowany i okryty wstydem. Odtąd ze wschodu groziło chrześcijanom już tylko niebezpieczeństwo ze strony niezależnych emirów tureckich, z których każdy usiłował za wszelką cenę powiększyć swoje terytorium. Oddziały antiocheńskie szybko odzyskały Kafartab, który Ibn Bursuk oddał Munkizydom. Potęga syryjskich łacinników poważnie zaniepokoiła władców Aleppa i Damaszku. Tughtakin zawarł pokój z sułtanem Mohammadem, ten jednak, pomny na niedawną klęskę, nie udzielił mu żadnej konkretnej pomocy. Rządzący w Aleppo eunuch Lulu był bezradny wobec silnej pozycji łacinników. Starał się nawiązać ściślejszy kontakt z Tughtakinem, ale po tym, jak zmienił stronę przed bitwą pod Sarmin, nikt mu już nie ufał. W maju 1117, Lulu został zamordowany przez własnych żołnierzy. Władzę nad Aleppo przejął inny eunuch, Ormianin Jaruktasz. Zabiegał on o względy Rogera, oddając mu twierdzę Al-Kubba, położoną na drodze z Aleppa do Damaszku. Nie spodobało się to zabójcom Lulu, którzy także i jego wkrótce uśmiercili. Ostatecznie kontrolę nad Aleppem przejął Ilghazi Artukida, który z pomocą Tughtakina umocnił swoją władzę w tym regionie. Zemścił się też na Kirchanie z Himsu za wcześniejsze wspieranie Ibn Bursuka, zmuszając go do złożenia rządów.
Kiedy muzułmanie byli zajęci kolejnymi intrygami i zmaganiami w walce o władzę, łacinnicy z Antiochii podbili tereny na północ od Aleppa, całkowicie odcinając miasto od Eufratu. Umocnili też swoją południową granicę, zdobywając zamek Al-Markab. Prestiż regenta Antiochii Rogera doszedł do szczytu. Jego pewność siebie zgubiła go potem w bitwie na Krwawym Polu.